# Dexcivates
Les Dexcivates sont un peuple gaulois de basse Provence.

## Description
C'est à G. Barruol (1969) que l'on doit la localisation précise des Dexivates. En effet, Pline l'Ancien (H.N., 3, 34) les localise à l'intérieur des terres (intus) par rapport au littoral massaliète, au nord de la Crau et du pays des Anatiliens : superque Campi Lapidei…regio Anatiliorum et intus Dexivatium Cavarumque. G. Barruol écrit (1969, 204) : « On peut donc en déduire de ce texte que les Dexivates occupaient un territoire compris entre les Anatilii au sud et les Cavares » et il rapproche l'ethnique évoqué dans le texte du théonyme attesté par plusieurs inscriptions mises au jour sur l’oppidum du Castellar à Cadenet : « Il s’agit de la déesse Dexiva, divinité locale éponyme d’un haut-lieu religieux puis, par extension, de la peuplade qui avait cette agglomération pour chef-lieu et cette divinité pour protectrice, genius pagi. Comme l'indique le suffixe de Dexivates, le nom de ce chef-lieu devait être Dexiva, qu’il faut identifier avec l’oppidum du Castelar (… ). L'ethnie s’étendit par la suite à toute la petite région naturelle dont le Castellar de Cadenet était le centre vital, c’est-à-dire au territoire compris entre la crête du Luberon et la Durance, sur la rive droite du cours d’eau, depuis le défilé de Mirabeau jusqu’à hauteur de Mallemort (…). Les Dexivates constituaient donc la peuplade la plus septentrionale de la confédération salyenne ; elle touchait au territoire des Cavares près de Cavaillon et vers le nord elle était limitrophe du pays des Albici et plus précisément des Vulgientes de la vallée du Calavon (Apt). » (Barruol 1969, 205-206).
L'intégration des Déxivates à la confédération salyenne est déduite par G. Barruol d'après le texte de Strabon (Géographie, IV, 6, 3) « Les anciens Grecs appellent Ligures les Salyens, et Ligurie la région qu'occupent les Massaliètes ; les Grecs postérieurs les nomment Celto-ligures, et leur attribuent en outre la plaine jusqu’au Luério (le Luberon ?) et jusqu'au Rhône, où, divisés en dix parties, ils équipaient des troupes non seulement d’infanterie, mais aussi de cavalerie ». Dans ce texte, logiquement, Strabon « actualise » des données plus anciennes. Il nous dit que les Salyens, maintenant reconnus comme tels, étaient anciennement inclus sous l’appellation de « Ligures », et que c’est le terme de «celto-ligure» qui est utilisé par les Grecs de son temps.
Concernant l’attribution des Déxivates aux Salyens, il faut convenir que le texte de Strabon n’est pas extrêmement précis. La mention « la plaine jusqu’au Luério » pourrait s’entendre aussi jusqu’au pied du Luberon, c'est-à-dire que la Durance pourrait bien être la limite septentrionale de cette confédération. C’est d’ailleurs cette limite que retient Strabon plus haut (IV, 1, 11) : « En partant de Massalia et en abordant le territoire entre les Alpes et le Rhône, on trouve les Salyens jusqu’au fleuve Durance sur 500 stades ». En outre, comme le note G. Barruol (1969, 189), l’identification de « Luério » n’est pas certaine, d’autant plus que Strabon ne mentionne jamais une montagne sans article défini ou sans qualificatif (oros) ce qui serait le cas ici. Luério pourrait être, comme l’a proposé récemment M. Bats (2003, 159), le nom d’une agglomération, inconnue par ailleurs, mais dont la parenté avec le nom de la montagne est évidente. Enfin, grâce aux récents travaux de X. Delamarre (2001, 119) l’étymologie, des Déxivates nous est beaucoup moins obscure. En effet, le théonyme et l’ethnonyme sont faits sur un adjectif deksiuo- qui signifiait « à droite, favorable », mais aussi « au Sud » car les Celtes, comme de nombreux indo-européens (cf. le grec dexios, « à droite, favorable »), s’orientaient face au soleil levant et avaient donc à leur droite le Sud (gaul. Dexsivo-). Pour Xavier Delamarre (2001, 119-120), « Les Dexsivates sont donc « Ceux qui habitent au sud, les Méridionaux » ou bien « Ceux de la déesse Dexsiua qui elle-même peut signifier « Celle qui à droite/au sud » et donc « La Favorable » ». Si l’on suit cette signification, il est plus logique de faire des Dexivates la tribu la plus méridionale de la confédération des Cavares que la plus septentrionale de celle des Salyens. In fine, le texte de Pline peut également suggérer que Déxivates et Cavares ont un territoire commun.